# Geelvlekbergerebia
De geelvlekbergerebia (Erebia manto) is een vlinder uit de onderfamilie Satyrinae, de zandoogjes en erebia's.
De Nederlandse naam verwijst naar de gele vlekken op de onderzijde van de achtervleugel van het vrouwtje. De overige tekening bestaat vooral uit bruin met oranje banden met daarin zwarte stipjes. De spanwijdte is 25 tot 32 millimeter.
De geelvlekbergerebia voor in diverse gebergten van Centraal-, Zuid- en Oost-Europa. De vlinder vliegt bij voorkeur op hoogtes van 1200 tot 1900 meter boven zeeniveau, maar wordt vanaf 900 meter (Vogezen) en tot 2900 meter waargenomen. 
Als leefgebied geeft de vlinder de voorkeur aan koele, natte en bloemrijke weiden en open plaatsen in bos. Als waardplanten worden diverse grassen gebruikt, met name zwenkgras (Festuca) en doddegras (Phleum) gebruikt. In het eerste jaar overwintert de soort als ei of als pasgeboren rups, het tweede jaar als rups in het voorlaatste stadium. De verpopping vindt pas plaats in de daaropvolgende zomer.
De vliegtijd is van juli tot en met september.